# Église Saint-Louis de Roaillan
Pour les articles homonymes, voir Église Saint-Louis.
L'église Saint-Louis est une église catholique située dans la commune de Roaillan, dans le département de la Gironde, en France.

## Localisation
L'église se trouve au centre du bourg, à l'intersection des routes départementales D125 et D222.

## Historique
La construction primitive remonte au XVe siècle ; de cette époque, l'abside et les absidioles de style roman ont été conservées tandis que la façade est et le clocher ont été rebâtis au XIXe siècle.
L'abside et l'absidiole Sud ont été inscrits au titre des monuments historiques par arrêté du 24 décembre 1925.

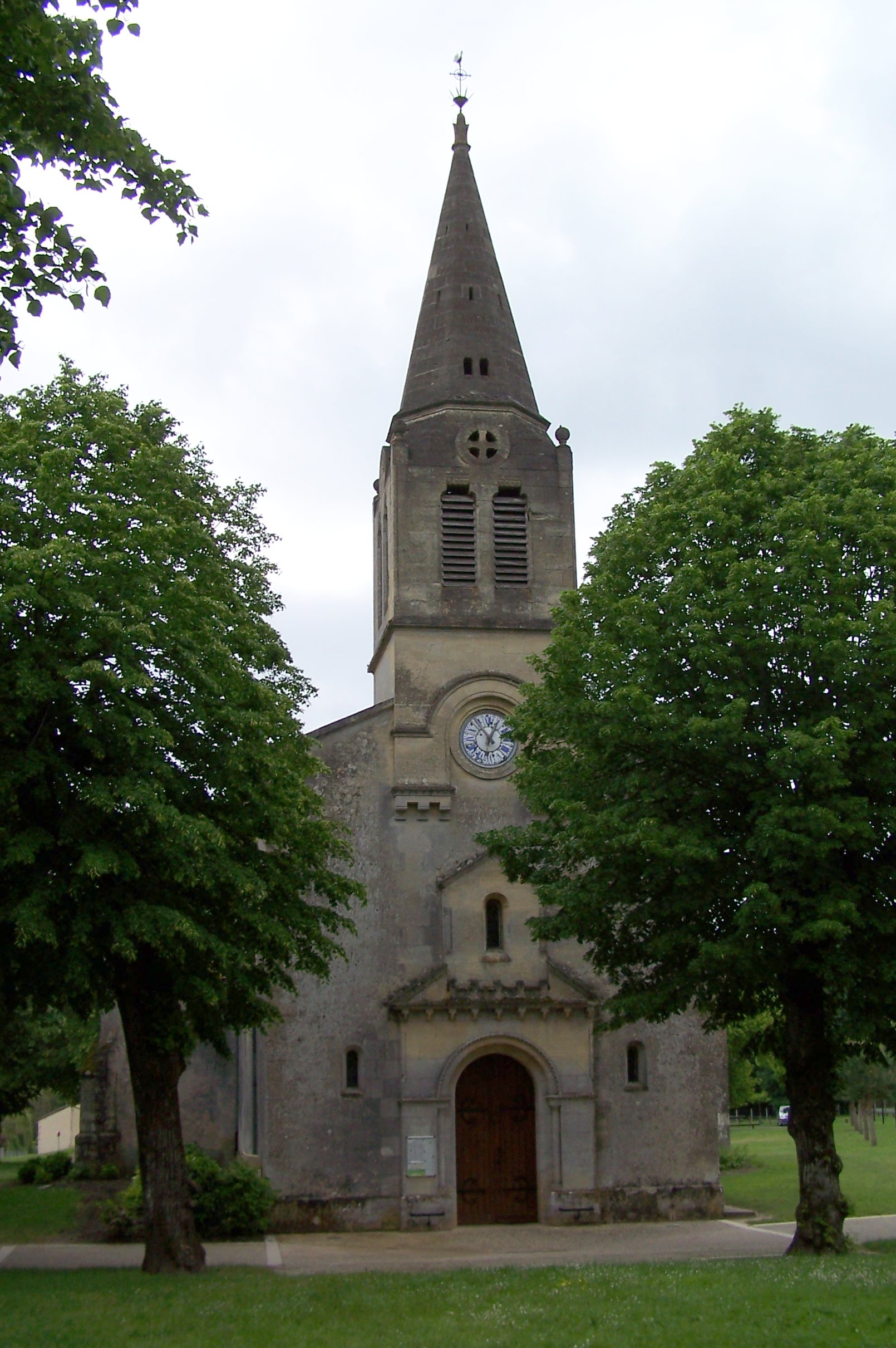
La façade ouest (mai 2012)
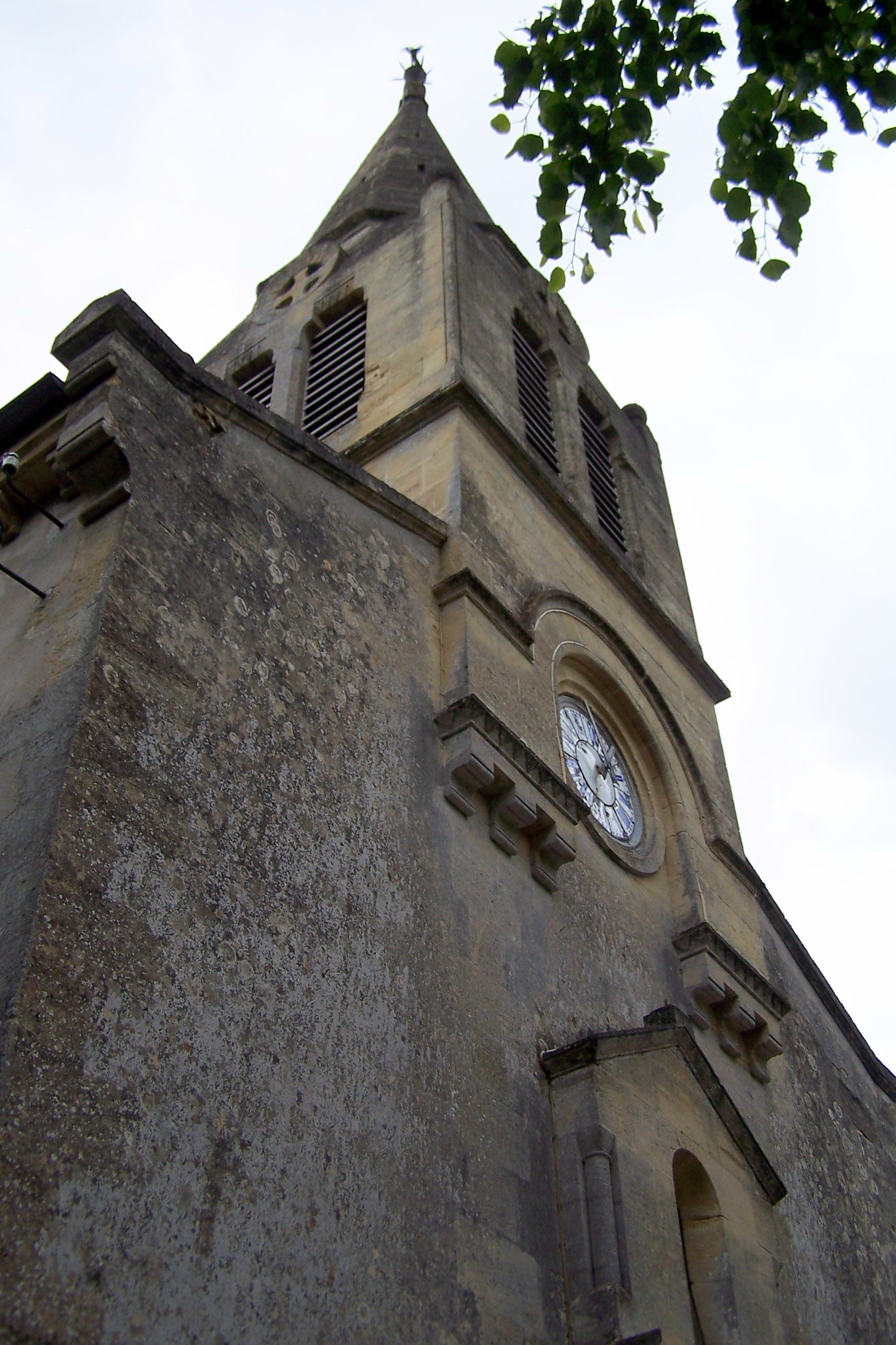
La façade ouest et le clocher (mai 2012)
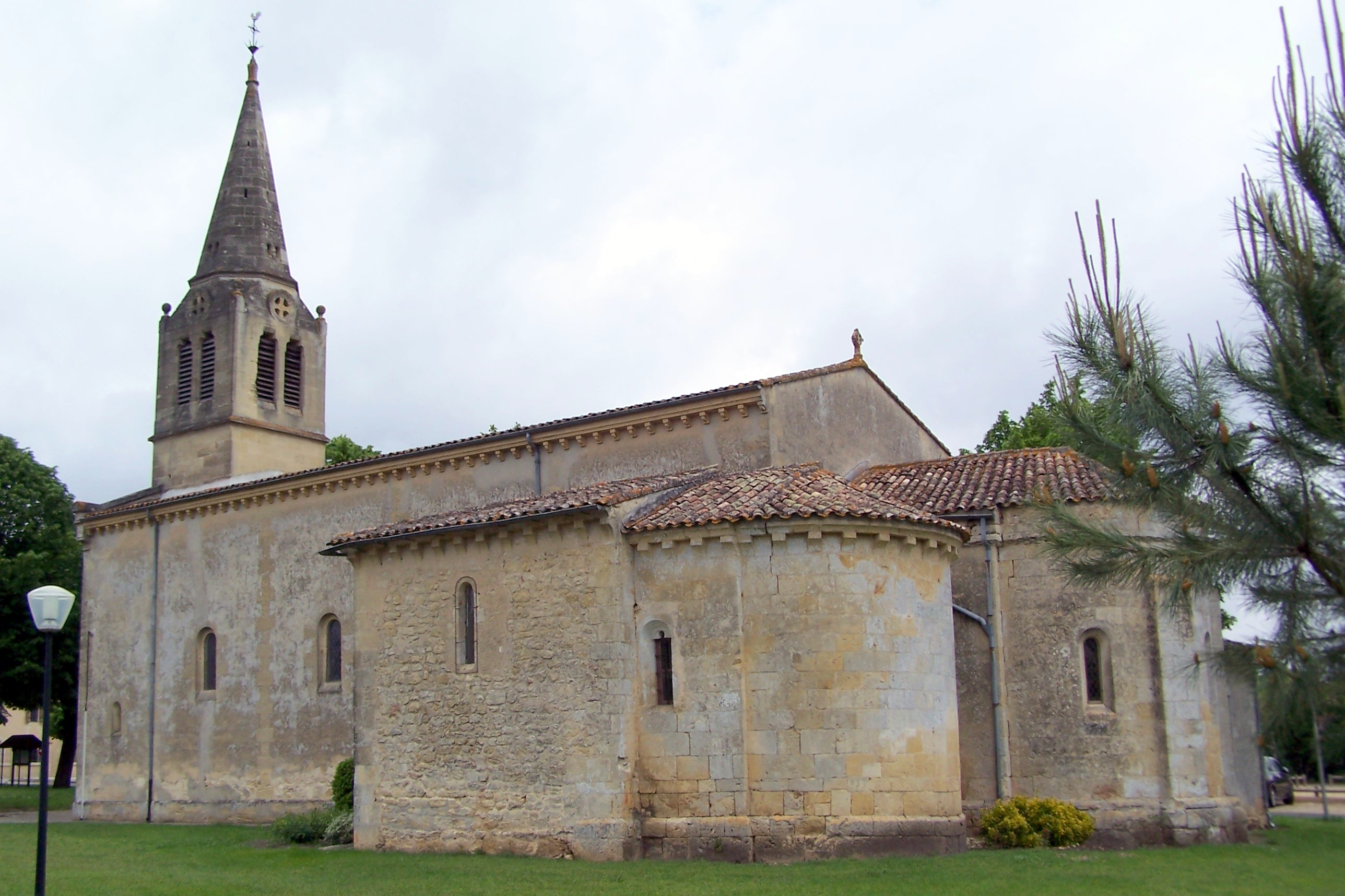
Vue sud-est (mai 2012)
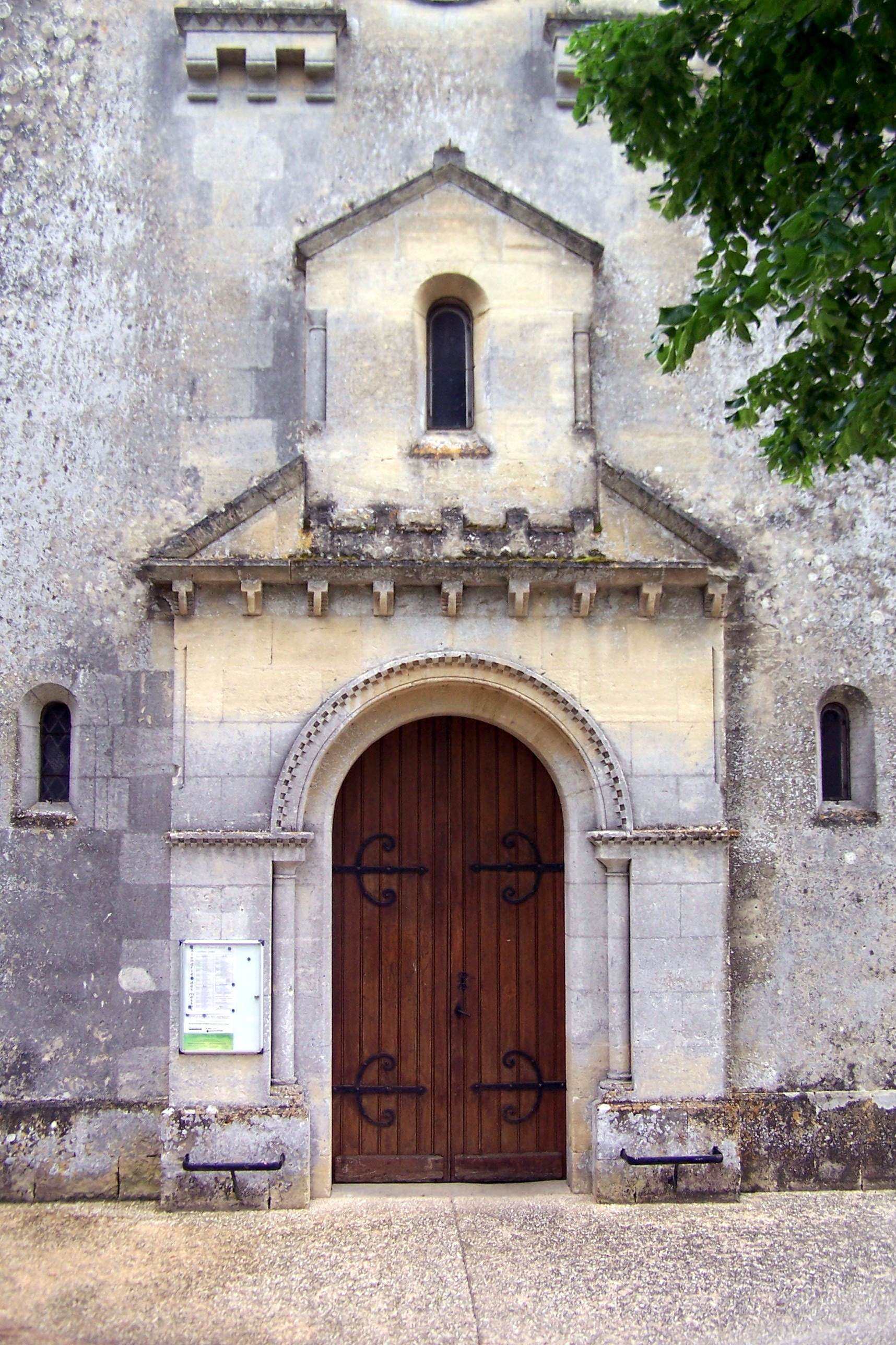
Le portail (mai 2012)